# Paul von Jankó
Paul von Jankó (2 de junho de 1856 — 17 de março de 1919) foi um pianista e engenheiro húngaro.
Estudou matemática e música em Viena, onde foi discípulo de H. Schmitt, J. Krenn e Anton Bruckner. Residiu depois em Berlim, onde estudou matemática entre 1881 e 1882, e piano com Heinrich Erlich. Em 1882 Jankó inventou o teclado Janko, com seis carreiras de teclas.
A partir de 1886 usou seu instrumento em seus concertos. O pianista norueguês Tekla Nathan Bjerke foi um pupilo de Jankó, tendo apresentado diversos concertos na Noruega usando este instrumento.